# Surmortalité
Une surmortalité (excess death rate en anglais) est un taux de mortalité anormalement élevé ou supérieur à un autre, jugé normal ou non (diminution de l'espérance de vie pour une catégorie de population, humaine ou animale, par rapport à une moyenne).

## Relativité de la notion
En termes mathématiques, il se calcule sur la base du rapport entre le nombre des décès et celui d'une population donnée dans un laps de temps déterminé, et se mesure par un excès du nombre de morts par rapport à une moyenne antérieure. C'est donc une notion statistique quantitative et relative. 
Pour cette raison, la surmortalité est à étudier ou à re-situer dans une série chronologique de données, en particulier parce que souvent (dans les cas où la surmortalité est due à un évènement climatique inhabituel, une catastrophe, une guerre, une épidémie) ; la surmortalité touche généralement des personnes ou populations plus vulnérables à un ou plusieurs facteurs de mortalité en cause. Une fois ces personnes décédées (par exemple les personnes très âgées ou fragilisées lors d'une canicule telle que celle de 2003), s'ensuit une période où le taux de mortalité semble alors anormalement bas. La surmortalité n'était alors que ponctuelle.
Dans les cas où la surmortalité est due à une exposition chronique à un polluant, à une drogue (dont alcool, tabac, etc.), ou au genre (ex. : surmortalité masculine) et non liée à la vieillesse, elle est chronique, et éventuellement cachée, tant qu'on ne dispose pas d'une population de référence, non exposée au facteur de surmortalité.

## Valeur indicatrice et bioindicatrice
Pour le démographe, l'épidémiologiste ou l'écoépidémiologue, la notion de surmortalité est un indicateur (voire un bioindicateur). Tout ou partie de la surmortalité peut relever de la mortalité évitable.
La surmortalité est un indicateur utilisé par la médecine humaine, mais aussi dans le domaine vétérinaire, ou éco-épidémiologique (ex. : phénomène de surmortalité d'abeilles dans le cas du « syndrome d'effondrement des colonies d'abeilles »). 

### Chez l'être humain

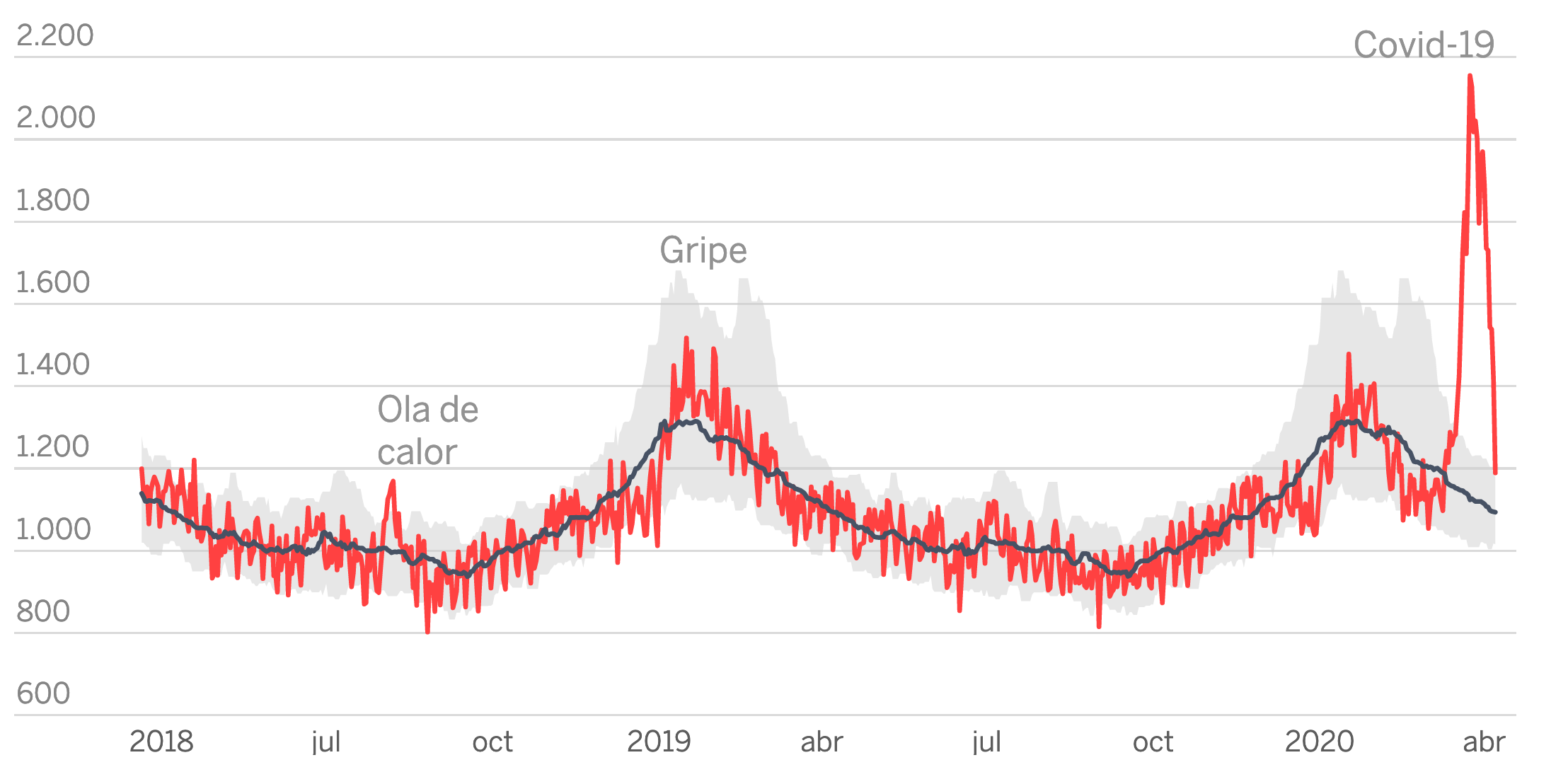
Surmortalité pendant la pandémie de Covid-19 en Espagne.

La surmortalité fait partie des « anomalies » temporelles, géographiques, ou liés au sexe, à l'âge ou aux traits de vie ont une valeur épidémiologique sociale (surmortalité sociale), socioéconomique (avec par exemple la surmortalité des chômeurs), socio-psychologique (surmortalité dans les premières années du veuvage,), socio-environnementale (ex. : surmortalité des aveugles dans la savane de 13 ans en Afrique de l'Ouest) ou socio-historique (des historiens ont par exemple ainsi étudié les variations dans le temps de la surmortalité (+ 40 000 morts) chez les malades mentaux durant la Seconde Guerre mondiale, ou encore la « surmortalité féminine en Europe avant 1940 ») ; 
Selon Meslé et Vaslin (1998), « la surmortalité masculine s'est considérablement accrue alors que l'espérance de vie augmentait. » Cette surmortalité masculine existe dans presque tous les pays mais est très élevée en France (« L'écart entre espérances de vie masculine et féminine, 8 ans actuellement, a doublé depuis un siècle. »

### Chez l'animal, le végétal, les champignons, les algues,etc.
Toute surmortalité animale ou végétale de grande ampleur et non expliquée peut être indicatrice d'un problème écologique et épidémiologique, avec de possibles conséquences économiques s'il s'agit de plantes cultivée ou d'animaux de rente (élevages).

## Facteurs

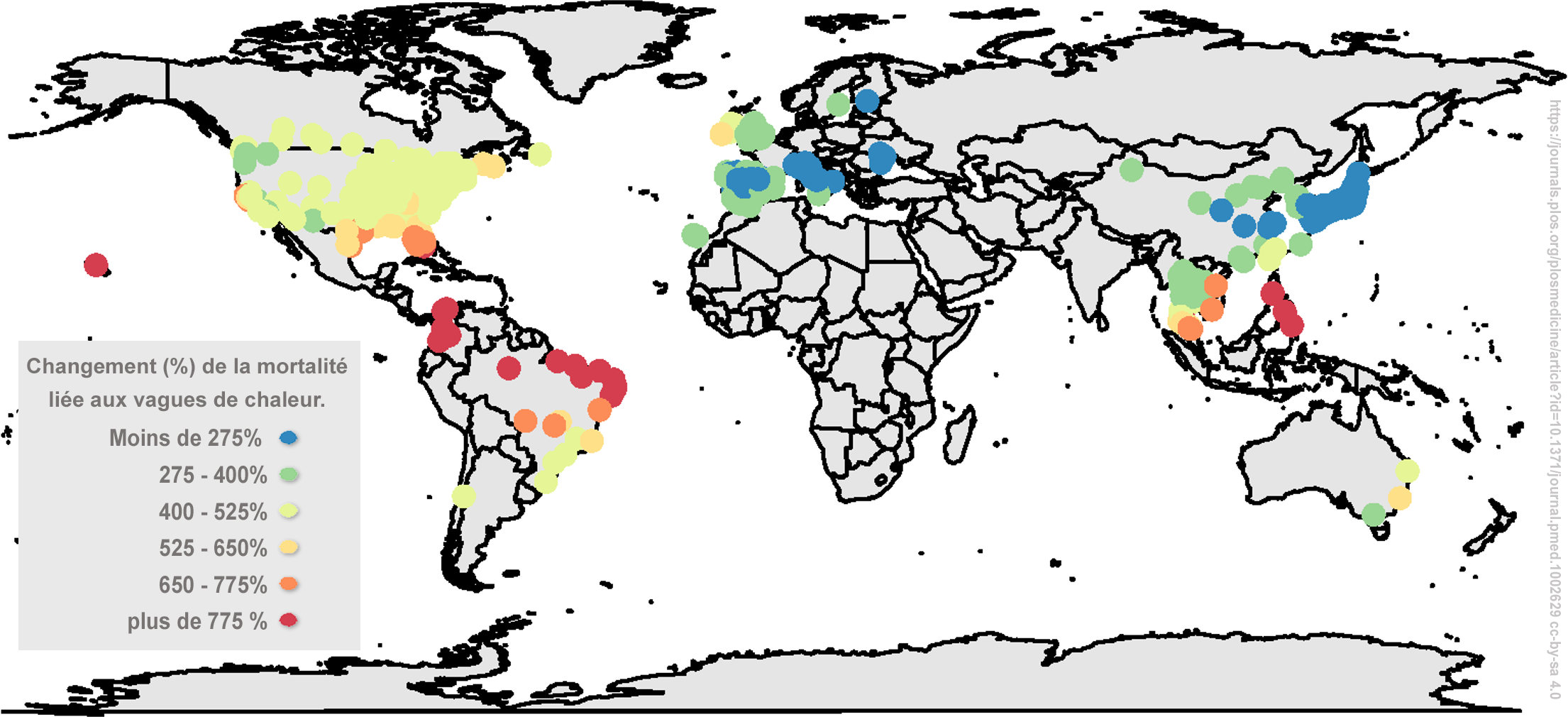
Prospective les vagues de chaleur pourraient devenir source d'une surmortalité chronique (jusqu'à 700 % plus élevée sans mesures d'adaptation au changement climatique en zone tropicale) ; ici modélisées en 2031–2080 par rapport à 1971–2020, dans l'hypothèse d'un scénario RCP8.5 + scénario démographique à forte variante, et sans mesure d'adaptation au changement climatique).

Ils sont nombreux et peuvent impliquer certains facteurs prédisposant génétiques, les conditions de vies telles que stress important, canicule, grand froid, mauvaise hygiène ou hygiène de vie, mauvaise alimentation, prise de drogues (dont alcool et tabac (le tabagisme passif étant aussi facteur de surmortalité), exposition à des produites cancérigènes, mutagènes, à la pollution de l'eau, de l'air ou des sols, à la radioactivité, etc.
À titre d'exemple, 
- la seule pollution de l'air due aux véhicules et chauffages serait responsable de plus de 30 000 décès prématurés en France et de 300 000 en Europe selon l’OMS (exposition à long terme à la pollution atmosphérique particulaire, toutes sources d’émissions confondues).

Le programme national de surveillance des effets sur la santé de la pollution de l’air (PSAS 9) mis en place par l’Institut de veille sanitaire dans neuf villes françaises estime que le nombre de décès attribuables aux particules fines inférieures à 10 μm varie de 2 à 31 pour 100 000 habitants.
Une étude publiée en 2013 a estimé que la pollution aux particules fines en Chine réduisait de trois ans l'espérance de vie 
- L'Histoire a gardé trace de surmortalité importantes dues à des canicules ou nuits très chaudes : une armée romaine a été anéantie en 24 heures en Arabie ; 11 000 personnes sont mortes à Pékin lors d'une canicule exceptionnelle en juillet 1743 ; sur 146 soldats britanniques emprisonnés dans le « trou noir de Calcutta », 123 sont morts lors d'une nuit chaude de 1756 et dans les années 1959-1961, 1 025 pèlerins sont morts de chaud lors du pèlerinage de La Mecque[14].

Bien qu'il soit chaque jour de mieux en mieux détecté et soigné, plusieurs types de cancers sont en augmentation depuis trente ans ou plus, et le cancer reste un facteur de surmortalité important. En 2007, l'OMS estimait que 19 % des cancers seraient liés à des facteurs environnementaux (incluant l'exposition passives au tabac). Quatre ans avant, en 2003, l’InVS, en France, avait estimé que 5 à 10 % des cancers seraient liés à des facteurs environnementaux. Une étude publiée en 2000  basée sur un échantillon de près de 45 000 jumeaux en Scandinavie, a montré que seul un cancer sur quatre a une composante génétique. Les trois quarts des cancers seraient donc dus à des facteurs environnementaux et d'hygiène de vie.

## Indicateur pour la «surveillance syndromique»
Les mortalités anormales chez l’homme ou l'animal sauvage ou domestique sont toujours respectivement des indicateurs épidémiologiques ou écoépidémiologiques intéressants, notamment pour la Surveillance syndromique qui tend à se développer, tant en santé publique que dans le domaine de la santé animale et de la santé environnementale.
- En Belgique, un Observatoire National de la Mortalité du Nourrisson a été créé en 1995 pour les communautés flamande et francophone, pour étudier la mortalité infantile, ainsi que pour « formuler des avis sur les mesures de prévention appropriées »[18].
- En France, un projet d'observatoire de la mortalité des animaux s'est transformé en Observatoire de la mortalité des animaux de rente (dit « OMAR »), mis en place dans le cadre d'une Plateforme d'épidémiosurveillance en santé animale. l'observatoire s'est d'abord concentré sur les bovins, confirmant rapidement la réalité d'un phénomène qui était pressenti ou signalé en France et dans d'autres pays ; les bovins meurent en quantité anormalement élevée depuis la fin des années 1990, notamment dans le tiers nord de la France métropolitaine.
- EuroMoMo (European Mortality Monitoring), projet européen visant à homogénéiser les enregistrements des données de mortalité en Europe, s'est concrétisé en 2008[19]. Il permet désormais de mettre en œuvre un outil d'analyse statistique commun.